# Ян Алойзій Кулеша
Ян Алойзій Кулеша Т. І. (пол. Jan Alojzy Kulesza; 18 червня 1660, Підляшшя — 13 січня 1706, Вільно) — церковний діяч Великого князівства Литовського, священник-єзуїт, педагог, письменник, місіонер.

## Життєпис
Народився 18 червня 1660 року на Підляшші. 11 липня 1677 року вступив на новіціат Товариства Ісуса у Вільно. Після філософсько-богословських студій у 1689 році був висвячений на священика.
Був професором риторики і грецької мови в Пінську (1690—1691), Дрогичині (1691—1692) і Пултуську (1692—1693), потім викладав грецьку мову в Полоцьку (1694—1695). Дуже діяльний місіонер серед православних на Сіверщині, Чернігівщині і Московщині, куди приїжджав з Бобруйська (1695——1700), Орші (1700—1701) і Мстиславля (1701—1703). У 1704—1706 роках був професором морального богослов'я у Вільні.
Прихильник ідеї прийняття єзуїтами східного обряду. Диспутував із православними священниками і навіть взяв участь у православному синоді.
Автор праці «Віра православна…» (пол. Wiara prawosławna…) (Вільно, 1704), в якій подав синтез науки католицької і православної церков.
Помер 13 січня 1706 року у Вільні.

## Головний твір
- Wiara Prawosławna Pismem Swiętym, Soborami, Oycámi Swiętymi mianowićie Greckiemi y Historyą Kośćielną Przez X. Iana Aloyzego Kuleszę Societatis Iesv Theologa Obiasniona. Od przyiętey Unij Boga z Człowiekiem Roku 1704. W Wilnie w Drukarni Akademickiey S. I. [Архівовано 9 лютого 2019 у Wayback Machine.]